# Onzonilla
Onzonilla is een gemeente in de Spaanse provincie León in de regio Castilië en León met een oppervlakte van 21,78 km². Onzonilla telt 1.790 inwoners (1 januari 2016).